# Bischofskriege
Bischofskriege – Schottischer Bürgerkrieg – Irische Konföderationskriege – Rückeroberung Irlands – Englischer Bürgerkrieg

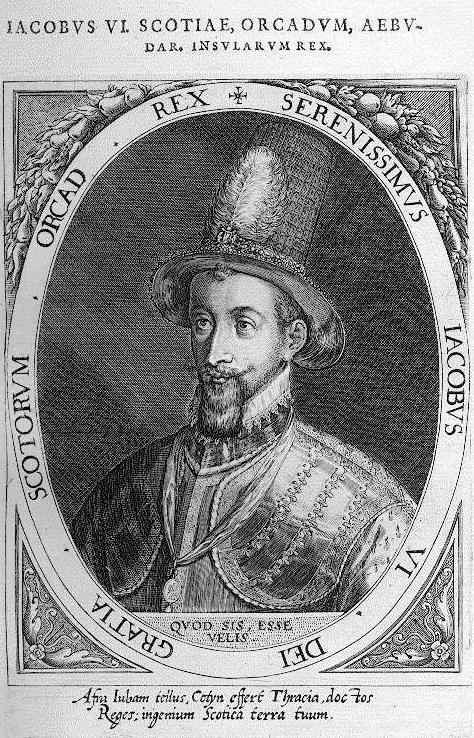
König Jakob I.

Die sogenannten Bischofskriege sind eine Episode der Kriege zwischen den drei Königreichen. Sie wurden in den Jahren 1639 und 1640 zwischen England und Schottland geführt. Die Bischofskriege hatten weitreichende Folgen; so ist der Ausbruch des Englischen Bürgerkrieges zwischen König und Parlament nicht zuletzt auf diese Kriege zurückzuführen.

## Hintergrund
Die Reformation und das Entstehen des Protestantismus führten zu einem heftigen Streit zwischen England, dessen König Heinrich VIII., sich selber zum Oberhaupt der Kirche von England ausrief, und Schottland, wo sich die Presbyterianische Bewegung wachsender Beliebtheit erfreute, die der Kirche von Schottland, der sogenannten „Kirk“, angehörte. König James VI. von Schottland setzte Bischöfe im Einvernehmen mit der Kirche und dem Parlament ein, während Heinrich VIII. persönlich darüber entschieden hatte, wer Bischof wurde.
Nachdem James den englischen Thron bestiegen hatte (als James I.), übernahm er sehr erfolgreich immer mehr der in England üblichen Vorgehensweisen. Sein Sohn, Karl I. von England, war nicht so taktvoll und versuchte, seinen Willen der Kirche von Schottland durch ihm genehme Bischöfe aufzuzwingen. Als er schließlich 1637 versuchte, ein nach der englischen Liturgie geschaffenes Gebetbuch in Schottland einzuführen, kam es zu Aufständen. Initiatorin dieser Aufstände war die Marktfrau Jenny Geddes, die während der Einführung des Gebetbuches in der St.-Giles-Kathedrale von Edinburgh einen Stuhl nach dem Pfarrer warf. Es bildete sich eine Opposition zu Karls Maßnahmen, die sich zur Erhaltung des Presbyterianismus verpflichtete (Unterzeichnung des National Covenant, siehe Covenanters).
Karl versuchte, die Situation von London aus durch königliche Dekrete zu regeln, was aber nicht gelang. Deshalb entschloss er sich im Jahre 1638, militärisch gegen die Aufständischen vorzugehen. Um Zeit zu gewinnen, berief er eine Generalversammlung der Kirche von Schottland ein, die sich im November 1638 in Glasgow traf. Die Versammlung entschied allerdings entgegen seinen Vorstellungen, indem sie zwei seiner linientreuen Bischöfe exkommunizierte und außerdem das von ihm eingeführte Gebetbuch wieder abschaffte.
Die Aufständischen bekamen prominenten Zulauf durch James Graham, 1. Marquess of Montrose, und Archibald Campbell, 8. Earl of Argyll, sowie von den Soldaten, die vom Kriegsdienst auf dem europäischen Festland nach Schottland zurückkehrten, unter ihnen General Alexander Leslie.

## Erster Bischofskrieg (1639)
Obwohl Karl I. unter starken finanziellen Problemen litt, hob er im Sommer 1639 eine Armee von 20.000 Soldaten aus und marschierte in Richtung schottische Grenze. In Berwick-upon-Tweed stand er plötzlich einer gut organisierten Streitmacht unter General Leslie gegenüber. Da keiner von beiden angreifen wollte, einigte man sich auf eine Friedensvereinbarung, wonach der König alle offenen Fragen durch eine zweite Generalversammlung der Kirche von Schottland oder das schottische Parlament regeln lassen sollte.

## Zwischenspiel

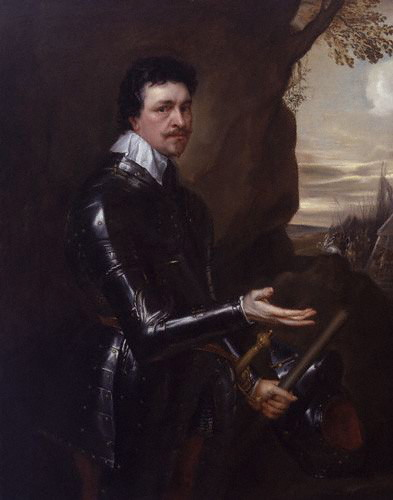
Thomas Wentworth, 1. Earl of Strafford

Die neue Generalversammlung wiederholte sämtliche Beschlüsse der ersten Versammlung. Das schottische Parlament ging sogar noch weiter und sagte sich von königlicher Kontrolle los. Karl, im Besitz eines Briefes des Schottischen Parlaments mit der Bitte um Vermittlung an Ludwig XIII. von Frankreich, glaubte, dieser vermeintliche Verrat werde ihm die Unterstützung des Englischen Parlaments verschaffen. Nachdem er elf Jahre alleine regiert hatte, berief er daher im April 1640 wieder ein Parlament ein. Das so genannte Kurze Parlament ignorierte allerdings den Brief an Ludwig völlig und stellte stattdessen umfangreiche Forderungen an Karl, so u. a. die Abschaffung der Schiffbausteuer und die komplette Neustrukturierung des kirchlichen Systems. Karl I. waren diese Forderungen zu weitreichend, um Schottland zu erobern, und er löste das Parlament wieder auf. Ein neuer Krieg mit Schottland stand an.

## Zweiter Bischofskrieg (1640)
Thomas Wentworth, mittlerweile Earl of Strafford, wurde zum Hauptberater des Königs ernannt. Er übernahm Karls Pläne und ließ keine Gelegenheit aus, Geld und Versorgungsgüter für eine Militärexpedition nach Schottland aufzutreiben. Die Moral des Heeres war allerdings derart schlecht, dass auch ihre Kommandeure keine schlagkräftige Armee in den Kampf führen konnten. Die Schotten überquerten mit ihren Kommandeuren Leslie und Montrose den Tweed und Karls Armee ergriff die Flucht. In kurzer Zeit wurden die Grafschaften Northumberland und Durham überrannt (siehe auch Schlacht von Newburn). Als es schließlich zum Vertrag von Ripon am 26. Oktober 1640 kam, musste Karl beide Grafschaften den Schotten als Pfand überlassen, bis er ihnen ihre Kriegsausgaben ersetzt hatte.
Der König musste nun erneut das Parlament einberufen, damit dieses ihm die Mittel bewilligte, um die Schotten zu bezahlen. Das nun einberufene Lange Parlament griff den König heftig an, kritisierte seine Staatsführung und forderte, dass seine Berater Strafford und William Laud abgesetzt und hingerichtet werden sollten. In der Hoffnung, in Schottland Unterstützung zu finden, reiste er im Herbst 1641 dorthin und verlieh Leslie und Argyll Adelstitel. Weiterhin erklärte er sich bereit, alle Beschlüsse der Generalversammlung von 1638 und des schottischen Parlaments von 1641 anzuerkennen, einschließlich des Rechts des Parlaments, die Handlungen der Minister zu kritisieren.
Karl hatte nun alle Probleme in Schottland beseitigt, aber seine Konflikte mit dem englischen Parlament führten schließlich zum Ausbruch des englischen Bürgerkriegs.

### Primärliteratur
- The Letters and Journals of Robert Baillie, A.M. Principal of the University of Glasgow. M.DC.XXXVII. – M.DC.LXII. 3 Bände. Edited from the Author's Manuscripts by David Laing. Robert Ogle, Edinburgh 1841–1842, Digitalisat Bd. 1, Digitalisat Bd. 2, Digitalisat Bd. 3.
- Calender of State Papers, Domestic Series, of the Reign of King Charles I. 23 Bände. Longman & Co., London 1858–1997 (Nachdruck. Kraus, Nendeln/Liechtenstein 1967).
- The Register of the Privy Council of Scotland. Edited and abridged by John Hill Burton. H. M. General Register House, Edinburgh 1905–1906;
  - 2. Serie, Band 6: 1635–1637. 1905, Digitalisat;
  - 2. Serie, Band 7: 1638–1643. 1906, Digitalisat.
- John, Earl of Rothes: A Relation of Proceedings concerning the Affairs of the Kirk of Scotland, from August 1637 to July 1638. Bannatyne Club, Edinburgh 1830, Digitalisat.
- James Gordon, Parson of Rothiernay: History of Scots Affairs, from MDCXXXVII to MDCXLI (= Spalding Club. Bd. 1, 1–3, ZDB-ID 1014876-0). 3 Bände. Edited by Joseph Robertson & George Grub. Spalding Club, Aberdeen 1841, Digitalisat Bd. 1, Digitalisat Bd. 2, Digitalisat Bd. 3..
- Diary of Sir Archibald Johnston of Wariston. 3 Bände. Constable, Edinburgh 1911–1940;
  - Band 1: 1632–1639 (= Publications of the Scottish History Society. Bd. 61, ISSN 0957-6274). Edited by George M. Paul. 1911, Digitalisat;
  - Band 2: 1650–1654 (= Publications of the Scottish History Society. Serie 2, Bd. 18). Edited by David Hay Fleming. 1919, Digitalisat;
  - Band 3: 1655–1660 (= Publications of the Scottish History Society. Serie 3, Bd. 34). Edited by David Hay Fleming. 1940.

### Sekundärliteratur
- Peter Donald: An Uncounselled King. Charles I and the Scottish Troubles, 1637–1641. Cambridge University Press, Cambridge u. a. 1990, ISBN 0-521-37235-6.
- Mark Charles Fissel: The Bishops' Wars. Charles I's Campaigns against Scotland, 1638–1640. Cambridge University Press, Cambridge 1994, ISBN 0-521-34520-0.
- Maurice Lee: The Road to Revolution. Scotland under Charles I, 1625–37. University of Illinois Press, Urbana IL u. a. 1985, ISBN 0-252-01136-8.
- Florence N. McCoy: Robert Baillie and the Second Scots Reformation. University of California Press, Berkeley CA u. a. 1974, ISBN 0-520-02447-8.
- Allan I. Macinnes: Charles I and the Making of the Covenanting Movement. 1625–1641. Donald, Edinburgh 1991, ISBN 0-85976-295-5.
- Conrad Russell: The Fall of the British Monarchies. 1637–1642, Clarendon Press, Oxford 1991, ISBN 0-19-822754-X.
- David Stevenson: The Scottish Revolution. 1637–1644. The Triumph of the Covenanters. David & Charles, Newton Abbot 1973, ISBN 0-7153-6302-6 (Zugleich: Glasgow, Dissertation, 1970).